# Rosalie van der Hoek
Rosalie van der Hoek (Países Bajos, 16 de diciembre de 1994) es una jugadora de tenis profesional neerlandesa.
Alcanzó la ubicación número 759 en el Ranking individual de la WTA el 14 de enero del 2019, mientras que en la modalidad de dobles alcanzó la posición 83 el 18 de octubre de 2021.
Demostró su potencial en el WTA Tour en el Citi Open 2017, en la competencia de dobles, junto a su compañera Chayenne Ewijk. 

## Títulos WTA

### Dobles (0)
| Leyenda                    |
| -------------------------- |
| Grand Slam (0)             |
| Juegos Olímpicos (0)       |
| WTA Tour Championships (0) |
| WTA 1000 (0)               |
| WTA 500 (0)                |
| WTA 250 (0)                |

#### Finalista (2)
| N.º | Fecha                | Torneos  | Superficie    | Pareja       | Oponentes en la final          | Resultado        |
| --- | -------------------- | -------- | ------------- | ------------ | ------------------------------ | ---------------- |
| 1.  | 11 de julio de 2021  | Hamburgo | Tierra batida | Astra Sharma | Jasmine Paolini Jil Teichmann  | 0-6, 4-6         |
| 2.  | 27 de agosto de 2022 | Granby   | Dura          | Harriet Dart | Alicia Barnett Olivia Nicholls | 7-5, 3-6, [1-10] |